# László Bölöni
Ladislau "László" Bölöni (Târgu Mureș, 11 de março de 1953) é um treinador e ex-futebolista romeno que atuava como meio-campista. Atualmente está sem clube.
Com boa passagem pelo Sporting entre 2001 e 2003, onde conquistou um título da Primeira Liga, Bölöni foi o primeiro treinador do craque português Cristiano Ronaldo.

## Carreira como jogador

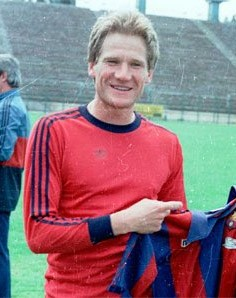
Bölöni em 1986

Formado nas categorias de base do modesto Chimica Târnăveni, em 1967, Bölöni iniciou a carreira profissional em 1970, no ASA Târgu Mureş, time de sua cidade. Até 1984, ele disputou 406 partidas e marcou 64 gols. O desempenho chamou a atenção do Steaua București, que, com o meia em seus quadros, conquistou três Campeonatos Belgas, duas Copas da Romênia, a Taça dos Clubes Campeões Europeus de 1985–86 (superando o poderoso Barcelona nos pênaltis) e a Supercopa Europeia de 1986. Esses foram os únicos títulos de Bölöni como atleta.

### Bélgica: altos e baixos
Na Bélgica, onde atuou pelo pequeno Racing Jet Wavre, de Bruxelas, ele começou a sentir o peso da idade. Aos 35 anos, pouco fez para ajudar o Racing, atuando em 16 jogos.

### França: últimos anos
Aborrecido com sua passagem pelo Racing, Bölöni se mudou para a França para jogar pelo Créteil. A idade continuava pesando no meio-campista, que, tendo militado em onze partidas com a camisa do USCL,  já traçava planos para a aposentadoria, que veio em 1992, no mais modesto US Orléans, aos 39 anos.

## Seleção Nacional
Bölöni estreou na Seleção Romena em 1975, numa partida contra a Grécia, pela Copa dos Bálcãs. Marcou seu primeiro gol contra o Irã, em 1976. Participou da Eurocopa de 1984, e sua última partida pelos tricolores deu-se em 1988, marcando seu último gol nesse mesmo ano.

## Carreira como treinador
Em 1994, dois anos depois de colocar ponto final à carreira de jogador, Bölöni passou a se dedicar à função de treinador. A primeira equipe que treinou foi o Nancy, onde o agora ex-meia foi seu treinador até 2000. Comandou também a Seleção Romena, o Sporting, o Rennes, o Monaco, o Al-Jazira, onde cinco títulos entre 2007 e 2008, o Lens, o PAOK, da Grécia, e o Al-Khor, do Catar.

### Standard de Liège
Bölöni retornou à Bélgica em 2008, dessa vez para comandar o Standard de Liège, substituindo o lendário ex-goleiro belga Michel Preud'Homme. Em dois anos, conquistou a Jupiler Pro League (Campeonato Belga) de 2009–10 e duas Supercopas.

## Condecoração
No dia 25 de março de 2008, 14 dias depois de seu aniversário de 55 anos, Bölöni foi condecorado pelo presidente romeno Traian Băsescu com a Ordem do Mérito Esportivo, por causa da vitória do Steaua na final da Taça dos Clubes Campeões Europeus (atual Liga dos Campeões da UEFA) de 1985–86.

## Títulos como jogador
Steaua Bucareste
- Campeonato Romeno: 1984–85, 1985–86 e 1986–87
- Copa da Romênia: 1984–85 e 1986–87
- Taça dos Clubes Campeões Europeus: 1985–86
- Supercopa Europeia: 1986

### Prêmios individuais
- Futebolista Romeno do Ano: 1977 e 1983

## Títulos como treinador
Nancy
- Ligue 2: 1997–98

Sporting
- Primeira Liga: 2001–02
- Taça de Portugal: 2001–02
- Supertaça Cândido de Oliveira: 2002

Al-Jazira
- Copa do Golfo: 2007

Standard Liège
- Supercopa da Bélgica: 2008 e 2009
- Jupiler Pro League: 2008–09

### Prêmios individuais
- Treinador Belga do Ano: 2009